# 慈覺寺
慈覺寺是位在台灣嘉義市東區（舊・宮前町）的寺院，主祀觀世音菩薩。

## 歷史
台灣日治時代昭和4年（1929年），作為臨濟宗妙心寺派的嘉義布教所建立。戰後，改稱「慈覺寺」直到現在。

## 脚注
1. ↑  松金公正 『日本統治期における妙心寺派台湾布教の変遷』 2001年。

## 關連項目
- 台灣佛教
- 妙心寺